# El código secreto de la Biblia
El código secreto de la Biblia es un libro publicado en los Estados Unidos 1997, escrito por Michael Drosnin que sostiene la hipótesis de la existencia de un código bíblico en la Torá judía (el Pentateuco de la Biblia cristiana). Este descubrimiento se le atribuye al matemático israelí Eliyahu Rips quien, según el libro, verificó la existencia de este código tras cumplirse una predicción con fecha exacta.
Esto les valió, en 1997, el Premio Ig Nobel de Literatura a Drosnin y Rips.
Drosnin, que se declara ateo, habla en el libro de cómo se descubrió el código, en que consiste, la información oculta en la Torá acerca de la historia de la humanidad posterior a la escritura de esta y que ayudaría a verificar que efectivamente existe información codificada y aventura alguna predicción catastrófica sobre el futuro. Además el libro incluye varias entrevistas del autor con personas importantes de diversos gobiernos, en su búsqueda por evitar que esas predicciones catastróficas tengan lugar.
El libro permaneció durante mucho tiempo en las listas de los más vendidos y tuvo dos secuelas tituladas El nuevo código secreto de la Biblia (2002) y El código secreto de la Biblia III: la predicción final  (2006). La primera secuela no aportaba nada nuevo, simplemente contenía reflexiones sobre los posibles aciertos y fallos de las pretendidas predicciones que habían realizado desde la publicación del primer libro hasta la aparición del segundo y relataba más entrevistas con dignatarios de los países implicados en las predicciones.
Tras la publicación del libro, aparecieron a disposición del público varios programas de ordenador, entre ellos el original que había usado Rips para descifrar el código y otros que lo imitaban con mejor o peor fortuna. Actualmente existe una gran cantidad de personas que utilizan estos programas para escudriñar en la Torá acerca de los eventos del presente y el futuro.